# Jerónimo Moniz de Luzinhano
Jerónimo Moniz de Luzinhano, que era o nome aportuguesado de Jerónimo Moniz de Lusignan, foi um nobre português do século XVI que esteve ao serviço da corte de D. Sebastião e do Cardeal D. Henrique.

## Biografia
Serviu militarmente em Tanger, sendo capitão Rui de Sousa de Carvalho (1570) e por isso, voltando a casa, deu-lhe El-Rei a comenda de São Salvador das Alcáçovas, na Ordem de Cristo, e o fez do seu conselho. Em 1578 acompanhou D. Sebastião ao Norte de África, e na batalha de Alcácer-quibir foi feito cativo. Depois foi resgatado, e conseguiu voltar para o Reino de Portugal.
Foi depois um dos oito fidalgos que, sob a direcção do vedor Francisco Barreto de Lima, em 1582, foram escolhidos para acompanharem os supostos "restos mortais" de D. Sebastião do porto de Silves ao mosteiro dos Jerónimos, em Lisboa, onde está sepultado desde então.
Em 1595, o Cardeal-Arquiduque-Alberto, foi transferido de vice-rei de Portugal, para o governo de Flandres, e ele foi dos que o acompanharam para a nova regência; morreu porém, em viagem, na passagem por Barcelona, a 25 de Setembro deste ano.

## Dados genealógicos
Jerônimo Moniz, filho segundo e herdeiro de Febo Moniz de Lusignano (II), e irmão de Pedro Moniz de Lusignan, e casado com D. Isabel da Silva, filha de D. Pedro de Castelo Branco e de D. Margarida de Lima.
Casou comː
- D. Elvira de Alarcão, viúva de Sebastião da Silva, dama da rainha D. Catarina, filha de Gaspar de Torres e de D. Leonor de Alarcão sua mulher.

Escreve Fr. José Pereira de Santana, na sua crônica dos Carmelitas, que D. Elvira foi uma senhora de heroicas virtudes, tão amante deste nosso convento que na Igreja dela fazia contínua assistência».
Foram seus os seguintes filhos:
- Febo Moniz de Lusignano (III), Febus Moniz de Torres[6] ou Febo de Torres Moniz, alteração de nome feita quando passa a ser herdeiro de seu tio materno Martim Afonso de Torres.[7] Casou com D. Filipa Coutinho, filha de André Gonçalves de Ribafria, porteiro-mor de D. Sebastião e alcaide-mor do Castelo e da Vila de Sintra, e de sua mulher D. Luísa de Albuquerque filha de D. Luís de Albuquerque, copeiro-mor do Reino e D. Inês de Castro, primogénita do "Grande Vice-Rei D. João de Castro".[6] Com descendência.
- Fr. Martinho Moniz, nomeado bispo do Porto[8] mas que não aceitou.[9]